# تيرينس ماكجي
تيرينس ماكجي (بالإنجليزية: Terrence McGee)‏ هو لاعب كرة قدم أمريكية أمريكي، ولد في 14 أكتوبر 1980 في مقاطعة سميث في الولايات المتحدة.

## وصلات خارجية
- تيرينس ماكجي على موقع إي إس بي إن.كوم (أن.أف.أل)3
- تيرينس ماكجي على موقع مرجع كرة القدم المحترفة.كوم (الإنجليزية)